# Godyris zygia
Godyris zygia är en fjärilsart som beskrevs av Frederick DuCane Godman och Osbert Salvin 1877. Godyris zygia ingår i släktet Godyris och familjen praktfjärilar. Inga underarter finns listade i Catalogue of Life.